# Undressed (serie televisiva)
Undressed è una serie televisiva statunitense in 222 episodi trasmessi per la prima volta nel corso di 6 stagioni dal 1999 al 2002.

## Trama
La serie segue le relazioni (sia sessuali che romantiche) di giovani, spesso liceali e studenti di college, della zona di Los Angeles. La serie è stata oggetto di controversie per le sue discussioni franche sul sesso e per le raffigurazioni di comportamenti sessuali promiscui tra gli adolescenti, così come di relazioni tra gay e lesbiche.
Ogni stagione ha diversi personaggi ricorrenti; ogni episodio si concentra su due o tre personaggi specifici con trame presentate come sketch interlacciati. A partire dalla seconda stagione, tutte e tre le storie iniziate all'inizio della settimana terminano alla fine della stessa. Undressed andò in onda per 6 stagioni, dal 26 luglio 1999 al 5 settembre 2002.

## Cast

### Prima stagione
- Dante Basco (Jake)
- Marc Blucas (Billy)
- Sam Doumit (Jana)
- Luke Edwards (Mark)
- Reagan Gomez-Preston
- Nicholas Gonzalez (Andy)
- Christina Hendricks (Rhiannon)
- Erica Hubbard (Jenny)
- Jon Huertas (Evan)
- Frankie Ingrassia (Samantha)
- Bryce Johnson (Cliff)
- Brandon Keener (Theo)
- Trevor Lissauer (Z)
- Sarah Lancaster (Liz)
- Thad Luckinbill (Kyle)
- Jeremy Maxwell (Rory)
- Peter Paige (Kirk)
- Eyal Podell (Joel)
- Beth Riesgraf (Loretta)
- Nick Stabile (Dave)
- Bree Turner (Tina)

### Seconda stagione
- Sara Downing (Terry)
- Rose Freymuth-Frazier (Joy)
- Jay Hernandez (Eddie)
- Chad Michael Murray (Dan)
- Katee Sackhoff (Annie)
- Darryl Stephens
- Jason Thompson (Miles)
- Jerry Trainor (Eric)
- Cerina Vincent (Kitty)
- Lauren Woodland
- J. August Richards (Bryce)

### Terza stagione
- Kristina Anapau (Roxy)
- Adam Brody (Lucas)
- Jason David Frank (Carl)
- Bret Harrison (Skeet)
- Alyson Kiperman (Janice)
- Iyari Limon (Cindy)
- Diane Mizota (Katy)
- Sam Page (Sam)
- Teal Redmann (Abby)
- Brandon Routh (Wade)

### Quarta stagione
- Brandon Beemer (Lucas)
- Johnny Lewis (Ray)
- Sarah Jane Morr (Paula)
- Alisan Porter (Belinda)

### Quinta stagione
- Katie Aselton (Kim)
- Scott Clifton (Caleb)
- Mike Erwin (Lyle)
- Autumn Reeser (Erica)
- Adrienne Wilkinson (Lois)
- Chez Starbuck (Jared)
- Tracy Pacheco (Jenny)
- Jennifer Tisdale (Betsy)

### Sesta stagione
- Natalie Brown (Brianne)
- Karen Cliche (Marissa)
- Rachelle Lefèvre (Annie Isles)
- Kim Poirier (Holly)
- Michael Urie (Justin)

## Produzione
La serie, ideata da Roland Joffé, fu prodotta da Tele-Cinema Taurus, Breadwinner Productions e MTV Networks e girata a Los Angeles in California e a Montréal, in Canada.

### Registi
Tra i registi della serie sono accreditati:
- Tim Andrew (109 episodi, 2000-2001)
- Jamie Babbit (5 episodi, 1999)
- Danny Salles (5 episodi, 2000-2001)
- Marcus Spiegel (4 episodi, 2001)
- James Brett (2 episodi, 1999)
- Adam Weissman (1 episodio, 2002)
- Arthur Borman
- Jonathan Buss
- Charlie Call
- Jim Donovan
- David Fickas
- Paula Goldberg
- Chris Slater
- George Verschoor

## Distribuzione
La serie fu trasmessa negli Stati Uniti dal 1999 al 2002 sulla rete televisiva MTV. In Italia è stata trasmessa su MTV con il titolo Undressed.
Alcune delle uscite internazionali sono state:
- negli Stati Uniti il 26 luglio 1999 (Undressed)
- in Ungheria il 23 febbraio 2004
- in Germania (Undressed - Wer mit wem?)
- in Italia (Undressed)

## Episodi
| Stagione         | Episodi | Prima TV USA |
| ---------------- | ------- | ------------ |
| Prima stagione   | 30      | 1999         |
| Seconda stagione | 30      | 2000         |
| Terza stagione   | 30      | 2000         |
| Quarta stagione  | 40      | 2001         |
| Quinta stagione  | 40      | 2001         |
| Sesta stagione   | 52      | 2002         |